# Gumiabroncsgyártás
A gumiabroncs gyártása egy összetett folyamat, kezdve a nyersanyagokkal, amelyek számos folyamaton mennek keresztül, hogy végül megkaphassuk a gumiabroncsot.
A hétköznapi életben a gumiabroncsot guminak nevezik, holott ez az elnevezés csak az anyagra, illetve az anyag tulajdonságára utal. A gyártás során a gumi kifejezést nem a kész abroncsra, hanem az anyagra használják.

## A gumiabroncsgyártás lépései
1. Alapanyagok (kaucsuk, a vulkanizálás hatóanyagai, öregedésgátlók, töltőanyagok, lágyítók, egyéb adalékanyagok, szilárdsághordozók)
2. Keverés (a kaucsuk és a különböző hozzávalók összekeverése)
3. Alkatrészgyártás
  1. Gumis alkatrészek: kalanderezés, extrudálás,
  2. Szilárdsághordozót tartalmazó alkatrészek gyártása: felpréselés, vágás, huzalkarikagyártás
4. Felépítés (az alkatrészek összeépítése nyersköpennyé)
5. Vulkanizálás
6. Végtermékellenőrzés

## Alapanyagok
A felhasznált anyagok közül a kaucsuk típusai:
- NR (természetes kaucsuk)
- SBR (butadién-sztirol kaucsuk)
- BR (butadiénkaucsuk)
- IIR (butilkaucsuk)
- EPDM (etilén-propilén kaucsuk)

A vulkanizálás hatóanyagai:
- Vulkanizálószerek (általában kén)
- Gyorsítók
- Aktiválószerek
- Késleltetők

Öregedésgátlók:
- Fényelnyelő és -visszaverő viaszok
- Szabad gyököket hatástalanító inhibitorok

Töltőanyagok:
- Korom (carbon black)
- Szilícium-dioxid (silica)
- Kaolin

Lágyítók:
- Ásványi olajok (kőolaj- és kőszénszármazékok)
- Növényi olajok
- Gyanták

Egyéb adalékok és segédanyagok:
- Lebontószerek
- Színezékek
- Égésgátlók
- Tapadásfokozók
- Ragadásgátlók

Szilárdsághordozók:
- Viszkóz
- Poliamid (még mindig az alifás poliamidok az elterjedtek, mivel a kevlar nagyon drága)
- Poliészter
- Acél

## Keverés
A keverés (keverékkészítés) során a különböző fizikai-kémiai tulajdonságú keverék-alapanyagokból egységes tulajdonságú (homogén) gumikeverék keletkezik.
A keverés egy olyan folyamat, ahol a többi összetevőt (keverékkomponenst) hozzáadják a kaucsukhoz és összekeverik őket, betartva a keverési előírásokat.
A keverés több fázisból állhat:
1. Alapkeverék készítése
- Puhítás: a kaucsukot (esetleg lebontószerek hozzáadásával) "keverjük" a molekulatömeg csökkentése és a képlékenység érdekében.
- A kimért alapanyagokat (általában a vulkanizálás hatóanyagai kivételével) sorban belekeverik a kaucsukba mint mátrixba. A nehezen belekeverhetőket vagy nagy mennyiségűeket több fázisban is, mert egy fázisban nem keverednek jól el.

Ha az alapkeverék előtt (az esetleges puhítás után) egy fázis van, akkor az annak során készült félkészterméket szokták előkeveréknek is hívni. De ennél több fázis esetén csak az I. fázis, 2. fázis rendszerű elnevezések célszerűek.
Egy-egy keverési fázisban (5-10 perc) a keverék erősen felmelegszik (160-200 °C-ra), és így hamar tönkremenne. Az egyes fázisok között a gumikeveréket lehűtik kb. 20-40 °C-ra.
2. Készkeverék készítése (kenezés)
Az alapkeverékbe belekeverik a vulkanizálás (még hiányzó) hatóanyagait (1-2 perc).

## Alkatrészgyártás
Alkatrésznek azokat a félkésztermékeket nevezzük, amelyek felépítéskor beépülnek a nyersköpenybe. Alkatrész például a vágott öv, de még nem alkatrész a felpréselőlemez.

### Kalanderezés
Kalanderezéssel készülnek a lemezes (azaz téglalap keresztmetszetű) gumis alkatrészek, a felpréselt szövetek és felpréselt kordok, sőt profilos gumis alkatrészek is készülhetnek profilkalanderen.
Kalanderezett lemezek alkotják a légzárót. A gumiabroncs mechanikai igénybevételekor fellépő nyírófeszültségeket csökkentő gumicsíkok, lemezek találhatók a szilárdsághordozó alkatrészek között vagy szélein – ezek is kalanderezéssel készülnek. Felpréselésekor két kalanderezett lemez közé kerül a szövet (vagy kord). A kisebb profilos (azaz nem lemezes) gumis alkatrészek profilkalanderezéssel készülnek.
A felpréselést megelőzheti itatás is, hogy a felpréselő keverék jobban tapadjon a kordszálakra. Az itatóegység lehet a kalandersor része is, vagy állhat külön.

### Extrudálás
Extrudálással készülnek jellemzően a gumiabroncs nagyobb profilos alkatrészei.
Keresztfejes extrudert használnak a huzalkarikagyártásnál a huzal gumizására.
A légzáró – különösen, ha nem lemezekből áll, hanem profilos – készülhet pl. roller die extruderen is.
Felpréseléshez nemcsak kalandert, hanem extrudert is használhatnak (főleg ha a szilárdsághordozó acélkord, mert azt biztosan nem kell itatni). Ez hasonlít a huzalkarikagyártásnál használt huzalgumizó extruderre, csak nem 1 huzal, hanem több kord halad át az extruderfejen. A kilépő termék első pillantásra téglalap keresztmetszetű gumis alkatrésznek látszik, de belül kordok (vagy szövet) van beleágyazva. A felpréselő extruder sor az extruder után vágó- és szegélyező egységet is tartalmazhat, sőt gumicsíkokat vagy profilszalagokat is rá lehet itt dublírozni (pl. övtöltőéket).
Extrudálással készül a tömlős abroncsok tömlője. A végtelen extrudált „csövet” méretre vágják, egy-egy „csődarab” két végét egymáshoz préselik (a tapadást a préselést előtt esetleg újabb, melegkéses vágással fokozzák).

### Vágás
Ha külön nem mondják, hogy milyen vágásról van szó, a gumiabroncsgyártásban a „vágás” (esetleg „szövetvágás”) azt a vágást jelenti, melynek során a felpréselt szövetet (vagy felpréselt kordot) ferdén („szög alatt”) elvágják, és a felpréselt szövet eredeti szélei mentén összevégtelenítik, így az eredeti szélek megszűnnek, az új szélek a vágással frissen keletkezett szélek lesznek.

Vágás

Az 1. számú tekercs a felpréselt szőnyeg (kord vagy szövet), melyben a kordok vagy láncfonalak iránya megegyezik a haladás irányával (piros nyíl). Amikor a felpréselt szövet az A vágóélhez ér, az elvágja a felpréselt szövetet. Általában vákuumos megfogótappancsok ragadják meg a felpréselt szövetet és viszik tovább az 1. nyíl irányában a B-ig (amikor odaér a B-hez, megint vág a gép az A helyen). Így keletkezik egy paralelogramma alakú félkésztermék, melyben szövet (kord) van gumikeverékbe ágyazva. Ezt egy szállítóheveder a 2. piros nyíl irányában elmozdítja úgy, hogy a levágott felpréselt szövetdarab vége (barna vonal) pont oda essen, ahol az elmozdítás előtt a vége (zöld vonal) volt. Ekkor a szállítóheveder megáll. Újabb vágott darab érkezik az 1. nyíl irányából, és a zöld vonal mentén a gép vagy a gépkezelő görgős vasalóval végteleníti az előbb a 2. nyíl irányába továbbított darabbal.
Mielőtt a 2. számú tekercsbe feltekercselik a vágott szövetet, áteshet a szegélyezésen vagy rádublírozhatnak takarócsíkokat, övtöltőéket stb. A szegélyezés főleg a frissen vágott acélkordvégeket védi a rozsdásodástól; de a szegély más szálasanyagoknál is hasznos: a szegély nagy moduluszú anyaga átmenetet képez a kord és a kisebb moduluszú („párnásabb”) gumik között.
A vágás „alapanyaga” a felpréselt szövet (vagy felpréselt acélkord), „készterméke” pedig a vágott betét (vágott szövet, vágott alkatrész, vágott peremerősítő stb.). Vágás előtt a kordok (a szilárdsághordozó elem) iránya megegyezik a félkésztermék haladási irányával, vágás után pedig valamilyen szöget zár be azzal.
A vágás valamelyest meghatározza az alkatrész méretét is (a szélességét!), de nem ez a fő célja, hanem a kordok irányának meghatározása. Vágáskor olyan alkatrészt kapunk, amelyben a kordok tetszőleges (előre megadott) szöget zárnak be a haladási iránnyal (a készköpenyben a koronavonallal). A vágógépeknél a vágási szög többé-kevésbé (a vágógép konstrukciójától függően) tetszőlegesen beállítható, így egyazon gépen különböző szögben vágott különböző alkatrészek gyárthatók. Hasonló technológiával gyártott termékekben az azonos alkatrészek (pl. 2. öv) vágási szöge alig tér el egymástól, de a különböző alkatrészek vágási szöge közt nagy különbség is lehet: A peremerősítőt rendszerint 20-30°-ban vágják, a radiálbetétet 90, az öveket 20° körüli szögben. Néha a radiálbetét és a többi öv között van átmeneti öv is, melyet 60-70°-os szögben vágnak. A diagonál szövetváz betéteit 45° körüli szögben vágják.
A vízszintes asztalon történő vágás ma már szinte teljesen kiszorította a függőleges asztalon történő vágást. A függőleges gépek teljesítménye nagyobb volt és kisebb alapterületen is elfértek, de ehhez hajlékonyabbnak kellett lennie a felpréselt szövet kordszálainak (az acélkord nemigen alkalmas erre). A vízszintes gépek sokkal pontosabbak, és szélesebb szőnyeg vágására alkalmasak.
Felpréselt acélkord vágásakor a vágóél majdnem vízszintes síkban van. a felpréselt szőnyeg teljes szélességét egy pillanat alatt átvágja (függőlegesen, guillotine-szerűen vág), textil vágásakor a kést általában egy kocsi viszi a szőnyeg egyik szélétől a másik széléig a megfelelő szögben.

### Huzalkarikagyártás
A huzalkarika nagyszilárdságú acélhuzalból készül. Az acélhuzal felülete általában vörösrezezett vagy bronzozott, hogy jobban tapadjon a gumihoz.
Sokféle keresztmetszetű huzalkarika létezik; néhány példa itt látható az ábrán. 

Különféle huzalkarika-konstrukciók

Leggyakoribbak a kör keresztmetszetű huzalok, de akad négyzet, téglalap, ellipszis, paralelogramma stb. keresztmetszetű is. A huzalkarikakeresztmetszet alapja vagy hossztengelye különböző szöget zárhat be az abroncs forgástengelyével.
A keresztmetszet a kerület mentén haladva többnyire állandó; ritkábban az egyes rétegek akár el is fordulhatnak például a P pont körül, akár különböző irányban is (fonatos karika).
A karikát alkothatja egy huzal is, amelyet tíz vagy száz menetben csévélnek fel; de alkothatja tíz vagy száz huzal is egy menetben. Van átmeneti konstrukció is: amikor egyszerre egy sor huzalt (pászmát) vezetnek fel a dobra (a sablonra). A huzalok végét hegesztéssel, hüvellyel, fémbilinccsel, véglekötő szövetcsíkkal rögzítik; néha a teljes kerület mentén spirálisan becsavarják (bezászlózzák stb.) gumizott (kent vagy felpréselt) szövettel az egész huzalkarikát.
A huzalok lehetnek gumizottak vagy gumizatlanok. Ha elég ritkán állnak egymáshoz képest a huzalok, akkor a gyártás (leginkább a vulkanizálás) folyamán a gumikeverék behatolhat a huzalok közé is.
Az alkalmazott gyártástechnológiától függően a huzalkarika lehet magtöltős (pótzsinóros stb.) vagy magtöltő nélküli. A magtöltő „külső” felülete lekerekített, amely elősegíti, hogy a peremék könnyen elforduljon a magtöltős karika körül, ha felépítéskor nem olyan állásban került a helyére a peremék, mint amilyenben a vulkanizált köpenyben lennie kell. A magtöltős karikákat rendszerint magtöltőstül becsavarják teljes kerület mentén. A becsavart magtöltős huzalkarikát beporozzák pl. cink-sztearáttal, mely vulkanizáláskor megolvad, ezzel is megkönnyítve a peremforgást (amikor a peremék elfordul a huzalkarika körül).
A huzalkarikagyártó gép fő részei az alábbi ábrán láthatók.

A huzalkarikagyártó gép fő részei
1: leeresztődob, 2: pászmásító, 3: huzalmelegítő, 4: keresztfejes extruder, 5: lehúzó, 6: kompenzátor, 7: léptetőfej, 8: vágóbélyeg, 9: huzalkarikatekercselő dob

Pászmás felvezetésnél annyi leeresztődobot alkalmaznak, ahány szálból áll a pászma. Az egyes huzalokat pászmásító szálvezető betéttel vagy fésűvel rendezik egymás mellé.
A leeresztődobról a lehúzóegység az extruder fejébe húzza a huzalt. Az extrudert nyers gumicsíkkal etetik. Az extruder vékony (néhány tized milliméter vastag) nyers gumiréteggel vonja be (inzulálja) az 1–2 mm vastag huzal(oka)t.
A huzalkarikatekercselő dob (sablon) külső felülete (amire rácsévélődik a gumizott huzal), annak kúpossága határozza meg, milyen szöget zár majd be a huzalkarikakeresztmetszet tengelye az abroncs forgástengelyével. Minden huzalkarikakonstrukcióhoz tartozik egy program a huzalkarikagyártó gépben. A léptetőfej annyi menetben pozicionálja egymás mellé a huzalt, amennyit a program meghatároz, majd elkezdi felvezetni a második sort és így tovább. Az utolsó menet után a sablon megáll, a vágóbélyeg elvágja a gumizott huzalt a sablon előtt, tengelyirányban szétnyílik a sablon, és a karika kidobódik az erre szolgáló kivezetőcsatornába. Összezáródik a sablon, és kezdődik a következő karika gyártása.
A kompenzátort a felső tengelyre szerelt tárcsasor és az alsó tengelyre szerelt tárcsasor alkotja. A gumizott huzal átmeneti tárolására szolgál. Amikor a huzalkarikatekercselő dob áll, a kompenzátorba töltődik a huzal. Amikor forog, akkor a kompenzátorból lefogy a huzal.
A huzalkarikagyártást korlátozó kompromisszumok:
- Az inzuláló guminak keménynek, nagy moduluszúnak kell lennie, hogy jól illeszkedjen a mellette elhelyezkedő nagy tömegű acélhoz – az ilyen gumit képező keverékek azonban rendszerint nagy viszkozitásúak, a termelés növelésével könnyen beégnek és kevésbé tapadnak a huzalra.
- Több huzalból pászma képezhető – a pászma szálai közt azonban a huzalgyártás és a huzalkarikagyártás folyamán keresztmetszet- és hosszkülönbségek keletkeznek, és ezekkel külön meg kell birkózni.

## Felépítés

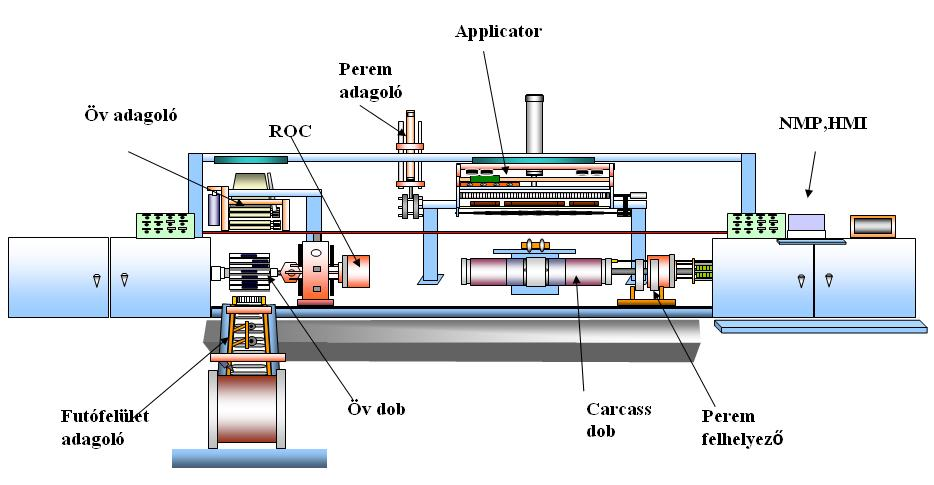
Gumiabroncsfelépítő gép

A felépítés során az eddig előállított abroncsalkatrészeket összeépítik; a végeredmény a nyersköpeny.
A felépítés lehet egyfázisú vagy kétfázisú; nem mindig van éles határ a kettő között, illetve az "egyfázisú felépítés" megfogalmazás is viszonylagos.
Az I. fázis az I. fázisú karkasz elkészültéig tart.
A diagonálabroncsok egy fázisban készülnek. A nyersköpeny durván henger alakú, és vulkanizálás előtt ezt bombírozzák: a futózónában növelik az átmérőt; ehhez a szövetváz szálainak el kell fordulniuk, de a szálak iránya még a készköpenyben is jelentősen eltér a 0°-ostól (az abroncs szimmetriasíkjához képest).
A bombírozás során peremben nem változik az átmérő, koronában annyival nő, amennyi a profilmagasság.
A radiálabroncsok övében a szálak iránya durván 15-20°-os. Ez már nem csökkenthető tovább a ma használatos módszerekkel; ahhoz olyan új gépekre és eljárásokra lenne szükség, ami már nem kifizetődő.
A radiálabroncsok karkaszában az erősítő betét kordszálai 90°-ot zárnak be a koronavonallal. Éppen azért ekkora szöget, mert így veszik fel a legjobban a belső nyomásból adódó radiális irányú terhelést, éppen így állnak ellen legjobban a radiális irányú kerületnövekedésnek. Ezért radiálabroncs-gyártáskor nem a nyersköpenyt bombírozzák, hanem az I. fázisú karkaszt. Az öveket már a felbombírozott karkaszra vezetik fel, és ezután a kerület már csak 1-2%-kal nő.
Az I. fázisú felépítőgépen építik össze az I. fázisú karkasz alkatrészeit. A légzáróval kezdik, mert az van a készköpenyben legbelül, és ezt követi sorban a többi alkatrész is, ahogy haladunk kifelé. Minden alkatrésznek szorosan kell tapadnia az addigiakhoz, ezért felvezetés után minden alkatrészt levasalnak. A vasalók nagyon változatosak lehetnek. A közös bennük az, hogy vasalás közben a felépítődob forog, és közben valami rászorít egy görgőt a felépítődobon található félkésztermékre. A vasalógörgő lehet keskeny, széles, sima, fogazott, tüskés, éles szélű, kerekített, homorú, domború, különbözhet a tengelyirányú vagy a kerületirányú sebessége, lehet kézi, félautomata vagy teljesen programozott stb.
Amikor az I. fázisú karkasz kész van, leveszik a felépítődobról, és átviszik a II. fázisú felépítőgépre. Ott bombírozzák, felvezetik az öveket és a futót. Ezzel elkészült a nyersköpeny.
Az I. és a II. fázis történhet egy gépen is; ekkor beszélünk egyfázisú felépítésről. Az egyfázisú felépítőgép állhat több dobból; állhat egy dobból és egy gyűrűből stb. Vagy a felépítődobnak lehetnek olyan részei, amelyek különböző átmérőt vehetnek fel a felépítés egyes szakaszaiban (expandálatlan átmérő, expandált átmérő stb.).
A felépítőgép általában bonyolult, drága berendezés, amely viszonylag képzett, nagy fizetésű dolgozót igényel. Ezért gyakran előfordul, hogy néhány abroncsalkatrészt összeépítenek, mielőtt még a felépítőgéphez kerül. Ez több, de olcsóbb gépet igényel, és csökkenthető vele a drága gép gépideje és a drága dolgozó munkaideje. Így például összeépíthető felépítés előtt négy légzáróréteg, két karkaszbetét, a peremvédő és a perempárna stb.
Azokat az alkatrészeket, amelyekben a kordszál iránya gyakorlatilag 0°-os szöget zár be a koronavonallal, felvezethetik a felépítőgépen egészben is, de kordszálanként (vagy pászmánként) is, akár ott helyben is bevonhatják gumikeverékkel. A kordszálanként vagy pászmánként történő felvezetés a huzalkarikagyártásnál leírt eljáráshoz hasonlít; így szokták felvezetni például a nem nyújtható kordokból álló váll-öveket. Egészben felvezetni akkor szoktak 0°-os alkatrészt, ha akár a betét akár a kordszerkezet, akár a kord anyaga miatt nyújtható (pl. a takaróöv esetében).
A felépítődob lehet fémdobos (átmérőváltozáskor a dob fémszegmensei mozdulnak el más átmérőre), balgos, duplabalgos stb. (levegővel felfújt zsák(ok) nyomja (nyomják) megfelelő alakra a készülő nyersköpenyt), balgnélküli (a készülő nyersköpeny maga szolgál légzsákként).
Az egyfázisú felépítés általában egy felépítőgépnél folyik, a kétfázisú kettőnél. Ezek bonyolult berendezések, amelyek különböző részeikben tárolják, majd vezetik fel a különböző alkatrészeket. Léteznek azonban olyan megoldások is, hogy egy felépítődob halad egy kötött pályán az egyik „felépítőgéptől” a másikig és mindegyik gép felvezeti a karkaszra a maga alkatrészét.

## Vulkanizálás
A vulkanizálás mint fizikai kémiai folyamat azt a folyamatot jelenti, amelynek során a kaucsuk láncmolekulái között keresztkötések jönnek létre.
A vulkanizálás mint gumiabroncsgyártási művelet azt a műveletet jelenti, melynek során a vulkanizálógépben a megfelelő idő alatt a megfelelő hőmérséklet és nyomás hatására a nyersköpenyből vulkanizált abroncs lesz. Itt veszi fel végső alakját és méretét (az alakjába itt az abroncsfeliratok is beletartoznak).
Ebben a szócikkben nevezzük most a fizikai kémiai folyamatot vulkanizációnak, az abroncsgyártási művelet pedig maradjon vulkanizálás. A gyakorlatban azért ezek az elnevezések keverednek helyenként, időnként, személyenként stb.
A magas hőmérsékletre azért van szükség, mert alacsony hőmérsékleten nem indul be a vulkanizáció. Ökölszabályként elfogadhatjuk, hogy a vulkanizálás szokásos hőmérsékletén (150 °C körül) tíz fok hőmérsékletnövekedés kétszeresére gyorsítja a vulkanizációt, tíz fok hőmérsékletcsökkenés felére csökkenti. (Ez a szokásos gumikeverékekre igaz; az átlagostól erősen eltérő összetételű, ritka keverékeknél ez másféle is lehet.) 100 °C alatt a vulkanizáció sebességét el szoktuk hanyagolni.
Miért nem növelhető vég nélkül a vulkanizálási hőmérséklet? Azért, mert akkor más, nemkívánatos kémiai reakciók is felgyorsulnának (például molekulatöredezés, láncelágazások, ciklizálódás stb.), és akkor tönkremenne a gumi.
A gumiabroncs vastagfalú termék, és a gumi rosszul vezeti a hőt. A nyersköpennyel külső és belső felületén keresztül közölhetünk hőt a vulkanizálás folyamán. Ezért melegítéskor ez melegszik fel, lehűléskor ez hűl le először, és a belső rétegek mindig "késésben vannak". Minél vastagabb falú a termék, annál inkább, és annál tovább is tart, míg felmelegszik. A vékonyfalú termék magasabb hőmérsékleten is vulkanizálható. Egy személyabroncs 10 perc alatt kivulkanizálható, egy 4 méter átmérőjű földmunkagépabroncs pedig 1-2 nap alatt.
A vulkanizálógépekben a vulkanizálóformák cserélhetők. A forma sokkal egyszerűbb, mint a gép, sokkal kevesebbféle (stacionáriusabb, primitívebb stb.) követelménynek kell megfelelnie. Ezért a költségek csökkentése érdekében egy abroncsgyárban általában néhányszor több forma van, mint vulkanizálógép.
A vulkanizálóformák lehetnek elektromos fűtésűek, illetve fűthetők kívülről és/vagy belülről kalikvával (túlhevített vízzel), gőzzel, levegővel vagy más gázzal (például nitrogénnel).
A nagy nyomás hatására 
- a vulkanizálás folyamán jobban egymáshoz préselődnek a szomszédos abroncsalkatrészek és így nehezebben válnak el egymástól használat közben;
- kevésbé valószínű a légzárványok előfordulása, jobbak a tulajdonságai
- a még képlékeny gumikeverék behatol például a kordszálak elemi szálai (filamentjei) közé;
- a levegőbuborékok elmennek a kisebb nyomás irányába, nagy részük a forma légelvezető furatain keresztül eltávozik a formából, és a még bennmaradtaknak a mérete is sokkal kisebb (a milliméter törtrésze), mint kisebb nyomáson, „tömörebb” lesz a gumi.

Az alkalmazható kalikva és vízgőz hőmérséklete is nagyobb, ha nagyobb a nyomása, így magasabb hőmérsékleten vulkanizálható a gumiabroncs.
A vulkanizálógépnek meg kell tartania a hőhordozók nagy nyomását. Ahhoz, hogy növelni tudjuk a belső nyomást, növelni kell a külső záróerőt is, ami ellenáll a forma kinyílásának. Ezért olyan robusztusak, nehezek, vastagok stb. a vulkanizálógépek.
Régen a vulkanizálóformák két részből álltak: alsó és felső formafélből, melyek az abroncs (vízszintesen fekvő) szimmetriasíkjában találkoztak. Az alsó formafél helyhez kötött volt, és a vulkanizálási ciklus elején a felső formafél ide zárt be (nagyjából függőlegesen), a ciklus végén pedig innen nyitott ki. Nyitáskor az abroncs mintázatának hosszanti csatornáiba belekapaszkodtak a forma bordái, amelyek a vulkanizálás elején belemélyedtek a nyersköpenybe, és kiszakították az abroncs két csatornája közötti részt (az abroncs bordáját). Minél mélyebb volt a csatorna, annál inkább.
Az új formák osztóvonala nem koronavonalban van, hanem vállban, és az alsó és a felső formafél közötti formarészt (a mintásgyűrűt) több (8, 10, 12 stb.) szegmensre osztották, melyek záráskor vízszintesen, radiális irányban összezárnak (az abroncs forgástengelye felé), és a vulkanizáló ciklus végén ugyanígy kinyitnak. Ebben az irányban mozognak szét akkora távolságra, hogy a forma bordái már nem érik el az abroncs csatornáit, és így nem szakad ki az abroncs csatornája. Ezzel megszűnt egy mintázattervezési korlát; nyugodtan lehet hosszanti csatornás mintázatú gumiabroncsot is gyártani magas selejtarány nélkül. Lehet növelni a csatornamélységet is.

## Végtermék-ellenőrzés
A végtermék-ellenőrzés célja az, hogy az esetlegesen hibás késztermék ne kerüljön ki a vevőhöz.
Itt most nem tárgyaljuk a fejlesztés vagy hibaelhárítás céljából végzett vizsgálatokat.
A végtermék-ellenőrzés csak roncsolásmentes vizsgálatokat foglalhat magába, hiszen az ellenőrzés után a vevőnek hibátlan árut kell kapnia.
A legelterjedtrebb vizsgálati módszerek:
- Szemrevételezés
- Röntgen, ultrahang
- Uniformitás (egyformaság) vizsgálat
- Egyensúly (statikus, dinamikus) vizsgálat

Szemrevételezéskor a gyakorlott ellenőrök azt keresik, hogy hol (miben stb.) tér el a készabroncs felülete az előírástól. Találhatnak gödröket, dudorokat, repedéseket stb., amelyek sokféle belső hibát (elválást, ritkulást, visszahajlást, elvékonyodást stb.) takarhatnak, amelyeknek sokféle oka lehet.
A röntgenvizsgálat azon alapszik, hogy az acél nem engedi át a röntgensugarakat, így észrevehetők a szakadások, az acélkordok vagy huzalok nem megfelelő elhelyezkedése (túl sűrű, túl ritka, kereszteződés stb.). Az ultrahangvizsgálat azon alapszik, hogy a különböző anyagok vezetőképessége különböző, és a vastagabb részek jobban el is nyelik a hangot. Így észlelhetők elválások, vastagságkülönbségek, idegen anyagok (például levegő) stb.
A gumiabroncs sosem abszolút egyenletes a kerület mentén. Változhat az abroncs sugara, a tömegelolszlása, a benyomódáshoz szükséges erő, ennek az erőnek az időbeli változása stb.
Uniformitásvizsgálat során radiális, oldalirányú és érintőirányú erőváltozás mérés történik. Ezen a vizsgálat során ellenőrzik a terhelés nélküli sugárváltozást, a terhelés nélküli abroncsszélesség változást és az oldalfal egyenetlenségét.
Egyensúlyvizsgálat során az abroncs statikus egyensúlyát (például túl nagy átfedés) és dinamikus egyensúlyát (például anyag eloszlási hiba) mérik.
A végtermék-ellenőrzés során a végtermékellenőrök felhasználják a gumiabroncs szerkezetével kapcsolatos ismereteiket. Ebben - saját tapasztalataikon kívül - benne lehetnek az elődök tapasztalatai, a statisztikai hibaelemzések során, a roncsolásos vizsgálatokkal szerzett tapasztalatok (stb.) is, melyeket kiképzésük során tanulnak meg.
A végtermék-ellenőrzés után a hibák - jellegüktől és mértéküktől függően - javíthatók; a nem javítható gumiabroncsot leselejtezik. A javítás után az abroncs ugyanúgy átesik a végtermék-ellenőrzésen, mint a javítás előtt.
A végtermék-ellenőrzés a következő tesztekből tevődik össze: tartóssági teszt, gördülési ellenállás teszt, kopásvizsgálat, zaj- és komfort teszt, fékezési és tapadási próba és viselkedési teszt.

## Környezeti hatás
A gumiabroncsgyártás rendkívül energiaigényes folyamat, az abroncs 1 kilogrammjának előállítása kb. 32 kWh energiafelhasználással jár.
Az abroncs környezetterhelésének legnagyobb része a felhasználás időszakára esik.

## Fordítás
- Ez a szócikk részben vagy egészben  a   Tire manufacturing című angol Wikipédia-szócikk fordításán alapul.  Az eredeti cikk szerkesztőit annak laptörténete sorolja fel. Ez a jelzés csupán a megfogalmazás eredetét és a szerzői jogokat jelzi, nem szolgál a cikkben szereplő információk forrásmegjelöléseként.